# Sabine Henze-Döhring
Sabine Henze-Döhring (* 10. Dezember 1953 in Höxter) ist eine deutsche Musikwissenschaftlerin und Opernforscherin.

## Werdegang
Nach ihrem Studium der Germanistik, Geschichte und Musikwissenschaft in Marburg folgte 1977 das Staatsexamen für das Lehramt an Gymnasien. 1981 wurde sie in Musikwissenschaft promoviert. Von 1982 bis 1985 wirkte sie als wissenschaftliche Mitarbeiterin in der Musikgeschichtlichen Abteilung des Deutschen Historischen Instituts in Rom.
Von 1986 bis 1990 war sie Lehrbeauftragte an den Universitäten Bayreuth und Bamberg. 1991 erfolgte ihre Habilitation mit einer Schrift zum Thema Gattungstraditionen der italienischen und deutschen Oper in der ersten Hälfte des 19. Jahrhunderts.
Von 1992 bis 2019 war Henze-Döhring Professorin für Musikwissenschaft an der Philipps-Universität Marburg. 1994 bis 1998 war sie Schriftleiterin der Zeitschrift Die Musikforschung. Von 1992 bis 2006 führte sie die von Heinz und Gudrun Becker begonnene Edition der Tagebücher und Briefe von Giacomo Meyerbeer weiter (Band V-VIII) und führte sie somit zu einem Abschluss.
1996/97 war sie Dekanin, 2005/2006 Studiendekanin des Fachbereichs Germanistik und Kunstwissenschaften an der Marburger Universität. 
Von 2017 bis 2021 war sie im Vorstand der Europäischen Musiktheater-Akademie (EMA) mit Sitz in Wien. 
Sabine Henze-Döhring ist verheiratet mit dem Musikwissenschaftler und Opernforscher Sieghart Döhring.